# ¿Dónde estabas entonces?
¿Dónde estabas entonces? fue un programa documental presentado por Ana Pastor y producido por Globomedia y La Caña Brothers en su primera temporada (1977 a 1989) y por Newtral Media Audiovisual y La Caña Brothers (desde la segunda). Se estrenó en La Sexta el 16 de noviembre de 2017. En noviembre de 2019 se estrenó en Telemadrid una nueva versión con motivo de sus 30 años con Hilario Pino como presentador. El último episodio del programa, que resume la situación de la pandemia de Covid-19, se emitió el 19 de diciembre de 2021.

## Formato
Serie documental que arranca en 1977 -con las primeras elecciones democráticas celebradas en España tras la dictadura franquista- y finaliza 40 años después. 
El programa cuenta por primera vez la historia de estos años a través de las voces de sus ciudadanos, sus auténticos protagonistas.
Cada capítulo resume lo que ocurrió en uno de esos 40 años, e incluye -además de los testimonios personales- material de archivo inédito, fragmentos de películas y de programas de televisión, así como la música que se escuchaba ese año.
Debe su nombre a un fragmento de la canción Insurrección, popularizada por el grupo El Último de la Fila.

## Programas y audiencias

### EnLa Sexta(2017-2021)
| Temporada | Temporada | Episodios | Estreno                 | Final                   | Audiencia    | Audiencia | Audiencia |
| Temporada | Temporada | Episodios | Estreno                 | Final                   | Espectadores | Cuota     |           |
| --------- | --------- | --------- | ----------------------- | ----------------------- | ------------ | --------- | --------- |
|           | 1         | 13        | 16 de noviembre de 2017 | 27 de febrero de 2018   | 1 277 000    | 7,5%      |           |
|           | 2         | 11        | 10 de enero de 2019     | 28 de marzo de 2019     | 1 111 000    | 7,0%      |           |
|           | 3         | 10        | 14 de enero de 2020     | 24 de marzo de 2020     | 900 000      | 5,7%      |           |
|           | 4         | 10        | 17 de octubre de 2021   | 19 de diciembre de 2021 | 559 000      | 4,0%      |           |
| Total     | Total     | 44        | 16 de noviembre de 2017 | 19 de diciembre de 2021 |              |           |           |

#### Temporada 1
| Programa | Año  | Día de emisión          | Audiencia         | Ref    |
| -------- | ---- | ----------------------- | ----------------- | ------ |
| 1        | 1977 | 16 de noviembre de 2017 | 2 037 000 (12,4%) | [ 2 ]  |
| 2        | 1978 | 23 de noviembre de 2017 | 1 478 000 (9,0%)  | [ 3 ]  |
| 3        | 1979 | 30 de noviembre de 2017 | 1 459 000 (9,0%)  | [ 4 ]  |
| 4        | 1980 | 7 de diciembre de 2017  | 1 194 000 (8,0%)  | [ 5 ]  |
| 5        | 1981 | 14 de diciembre de 2017 | 1 753 000 (10,3%) | [ 6 ]  |
| 6        | 1982 | 11 de enero de 2018     | 1 175 000 (6,7%)  | [ 7 ]  |
| 7        | 1983 | 18 de enero de 2018     | 1 186 000 (6,9%)  | [ 8 ]  |
| 8        | 1984 | 25 de enero de 2018     | 1 016 000 (5,7%)  | [ 9 ]  |
| 9        | 1985 | 30 de enero de 2018     | 1 449 000 (8,3%)  | [ 10 ] |
| 10       | 1986 | 6 de febrero de 2018    | 1 027 000 (5,7%)  | [ 11 ] |
| 11       | 1987 | 13 de febrero de 2018   | 732 000 (4,0%)    | [ 12 ] |
| 12       | 1988 | 20 de febrero de 2018   | 1 079 000 (5,9%)  | [ 13 ] |
| 13       | 1989 | 27 de febrero de 2018   | 1 010 000 (5,7%)  | [ 14 ] |

#### Temporada 2
| Programa | Año  | Día de emisión        | Audiencia        | Ref    |
| -------- | ---- | --------------------- | ---------------- | ------ |
| 1        | 1990 | 17 de enero de 2019   | 1 085 000 (6,6%) | [ 15 ] |
| 2        | 1991 | 24 de enero de 2019   | 1 079 000 (6,5%) | [ 16 ] |
| 3        | 1992 | 31 de enero de 2019   | 1 164 000 (7,3%) | [ 17 ] |
| 4        | 1993 | 7 de febrero de 2019  | 1 167 000 (7,5%) | [ 18 ] |
| 5        | 1994 | 14 de febrero de 2019 | 1 126 000 (7,2%) | [ 19 ] |
| 6        | 1995 | 21 de febrero de 2019 | 1 157 000 (7,5%) | [ 20 ] |
| 7        | 1996 | 28 de febrero de 2019 | 1 079 000 (7,1%) | [ 21 ] |
| 8        | 1997 | 7 de marzo de 2019    | 1 297 000 (8,0%) | [ 22 ] |
| 9        | 1998 | 14 de marzo de 2019   | 1 009 000 (6,4%) | [ 23 ] |
| 10       | 1999 | 21 de marzo de 2019   | 1 008 000 (6,3%) | [ 24 ] |
| 11       | 2000 | 28 de marzo de 2019   | 1 052 000 (6,8%) | [ 25 ] |

#### Temporada 3
| Programa | Año  | Día de emisión        | Audiencia        | Ref    |
| -------- | ---- | --------------------- | ---------------- | ------ |
| 1        | 2001 | 21 de enero de 2020   | 996 000 (6,4%)   | [ 26 ] |
| 2        | 2002 | 28 de enero de 2020   | 907 000 (6,0%)   | [ 27 ] |
| 3        | 2003 | 4 de febrero de 2020  | 1 009 000 (6,5%) | [ 28 ] |
| 4        | 2004 | 11 de febrero de 2020 | 827 000 (5,4%)   | [ 29 ] |
| 5        | 2005 | 18 de febrero de 2020 | 850 000 (5,6%)   | [ 30 ] |
| 6        | 2006 | 25 de febrero de 2020 | 824 000 (5,4%)   | [ 31 ] |
| 7        | 2007 | 3 de marzo de 2020    | 994 000 (6,5%)   | [ 32 ] |
| 8        | 2008 | 10 de marzo de 2020   | 932 000 (6,0%)   | [ 33 ] |
| 9        | 2009 | 17 de marzo de 2020   | 886 000 (4,9%)   | [ 34 ] |
| 10       | 2010 | 24 de marzo de 2020   | 775 000 (4,3%)   | [ 35 ] |

#### Temporada 4
| Programa | Año  | Día de emisión          | Audiencia      | Ref    |
| -------- | ---- | ----------------------- | -------------- | ------ |
| 1        | 2011 | 17 de octubre de 2021   | 753 000 (4,9%) | [ 36 ] |
| 2        | 2012 | 17 de octubre de 2021   | 543 000 (4,3%) | [ 36 ] |
| 3        | 2013 | 24 de octubre de 2021   | 546 000 (4,2%) | [ 37 ] |
| 4        | 2014 | 31 de octubre de 2021   | 424 000 (3,5%) | [ 38 ] |
| 5        | 2015 | 7 de noviembre de 2021  | 593 000 (4,4%) | [ 39 ] |
| 6        | 2016 | 14 de noviembre de 2021 | 563 000 (4,0%) | [ 40 ] |
| 7        | 2017 | 21 de noviembre de 2021 | 478 000 (3,5%) | [ 41 ] |
| 8        | 2018 | 28 de noviembre de 2021 | 496 000 (3,4%) | [ 42 ] |
| 9        | 2019 | 12 de diciembre de 2021 | 513 000 (3,7%) | [ 43 ] |
| 10       | 2020 | 19 de diciembre de 2021 | 684 000 (4,3%) | [ 44 ] |

#### Galas Especiales
| Programa | Año                                  | Día de emisión      | Audiencia        | Ref    |
| -------- | ------------------------------------ | ------------------- | ---------------- | ------ |
| 1        | Gala especial años 90 (en directo)   | 10 de enero de 2019 | 1 280 000 (9,2%) | [ 45 ] |
| 2        | Gala especial años 2000 (en directo) | 14 de enero de 2020 | 1 128 000 (7,8%) | [ 46 ] |

### EnTelemadrid(2019)
| Temporada | Temporada | Episodios | Estreno                 | Final                   | Audiencia    | Audiencia | Audiencia |
| Temporada | Temporada | Episodios | Estreno                 | Final                   | Espectadores | Cuota     |           |
| --------- | --------- | --------- | ----------------------- | ----------------------- | ------------ | --------- | --------- |
|           | 1         | 8         | 17 de noviembre de 2019 | 15 de diciembre de 2019 | 60 000       | 2,5%      |           |
| Total     |           |           |                         |                         |              |           |           |

#### Temporada 1 (2019)
| Programa | Nombre                                          | Día de emisión          | Audiencia | Ref |
| -------- | ----------------------------------------------- | ----------------------- | --------- | --- |
| 1        | Madrid, del blanco y negro al color (1989-1992) | 17 de noviembre de 2019 |           |     |
| 2        | Madrid, kilómetro cero (1993-1996)              | 17 de noviembre de 2019 |           |     |
| 3        | Madrid, para contarlo (1997-2000)               | 24 de noviembre de 2019 |           |     |
| 4        | Y de pronto, el mundo cambió (2001-2004)        | 24 de noviembre de 2019 |           |     |
| 5        | Obras, sombras y rock & roll (2005-2008)        | 1 de diciembre de 2019  |           |     |
| 6        | Pongamos que hablan de Madrid (2009-2012)       | 8 de diciembre de 2019  |           |     |
| 7        | Sucedió en Madrid (2013-2016)                   | 15 de diciembre de 2019 |           |     |
| 8        | De orgullo y memoria (2017-2018)                | 15 de diciembre de 2019 |           |     |